# Cratérope strié
Argya earlei
Espèce
Statut de conservation UICN

 LC  : Préoccupation mineure
Le Cratérope strié (Argya earlei) est une espèce de passereaux de la famille des Leiothrichidae.

## Répartition
Son aire s'étend du Pakistan à travers le nord de l'Inde au Myanmar.